# كأس القارات لكرة السلة 1970
كأس القارات لكرة السلة 1970 هو الموسم 5 من  كأس القارات لكرة السلة. أشرف على تنظيمه الاتحاد الدولي لكرة السلة، وكان عدد الأندية المشاركة فيه  5، وفاز فيه بالاكانسترو فاريزي.